# San Marino RTV
Radiotelevisione della Repubblica di San Marino (en català, «Radiotelevisió de la República de San Marino»), també coneguda pel seu nom comercial RTV San Marino, és l'empresa concessionària del servei de radiodifusió pública en la República de San Marino.
Va ser fundada a l'agost de 1991 amb un capital compartit al 50 % entre ERES («Ens per a la radiodifusió sanmarinense») i la RAI - Radiotelevisione Italiana. És membre de la Unió Europea de Radiodifusió.

## Història
La República de San Marino, un enclavament dins d'Itàlia, va dependre dels mitjans de comunicació italians fins a l'agost de 1991, quan el govern va crear la radiodifusora nacional. El capital social està compartit al 50 % entre l'empresa pública ERES («Ens per a la radiodifusió sanmarinense») i la RAI («Radiotelevisió italiana»). L'acord entre ambdues parts està subjecte a revisions periòdiques per garantir i actualitzar els objectius de servei públic.
Les emissions experimentals de la ràdio van començar el 27 de desembre de 1992, i es van regularitzar el 25 d'octubre de 1993 amb el naixement de «Ràdio San Marino». Quant a la televisió, el 24 d'abril de 1993 es van fer les primeres proves i el 28 de febrer de 1994 va començar el senyal regular, amb l'estrena dels serveis informatius. La programació de tots dos serveis està centrada en l'actualitat del país. Al juliol de 1994 va ser acceptada com a membre actiu en la Unió Europea de Radiodifusió.
En 2008 va debutar en la LIII edició del Festival de la Cançó d'Eurovisió. Encara que es va retirar a l'any següent, va tornar en 2011.

## Serveis

### Ràdio
- Radio San Marino (102.7 FM): Primera ràdio nacional de San Marino, emet des de 27 de desembre de 1992. La seva programació és generalista, amb especial atenció a la informació.

- San Marino Classic (103.2 FM): Emissora musical creada al juny de 2004. També retransmet els partits de la Lliga de futbol de San Marino i les sessions del Gran i General Consell.

A la seva pàgina web pot escoltar-se el senyal en directe i descarregar-se els programes a través d'un servei de podcast.

### Televisió
- RTV San Marino: Emet durant les 24 hores. La seva programació se centra en notícies, documentals, esdeveniments culturals i esportius de San Marino.

## Cobertura

Cobertura de San Marino RTV.

San Marino RTV transmet el seu senyal de televisió en analògic a través del canal 51 UHF. A la República està repartida a diversos canals dividits entre els castelli (municipis) o per zones (com a exemple l'antena col·locada en Montepulito, que transmet sota el canal 42, i que serveix a Torraccia, Montegiardino i Faetano). La televisió també pot rebre's en obert a Itàlia, al territori comprès entre Venècia, Bolonya, la Romanya i en parts de la Toscana i Marques. El 25 de setembre de 2009, la corporació va signar un acord amb la Direcció de Correus i Telecomunicacions de San Marino per a la implementació de la televisió digital terrestre. L'acord va establir un període de prova durant 2009 a través del senyal 42 UHF i la difusió per complet en format digital per a inicis de 2010.
Des del març de 2011, els senyals de San Marino RTV estan disponibles a través dels satèl·lits Eutelsat Hot Bird 13° i Eurobird 9° Est.